# Plumpton (Nouvelle-Galles du Sud)
Pour les articles homonymes, voir Plumpton.
Plumpton est une banlieue australienne située dans la zone d'administration locale de Blacktown, en Nouvelle-Galles du Sud, à 45 km à l'ouest du quartier central de Sydney. En 2016, la population s'élevait à 9 209 habitants.